# Nanochromis consortus
Nanochromis consortus är en fiskart som beskrevs av Roberts och Stewart, 1976. Nanochromis consortus ingår i släktet Nanochromis och familjen Cichlidae. IUCN kategoriserar arten globalt som sårbar. Inga underarter finns listade i Catalogue of Life.